# Mikulovská vrchovina
Mikulovská vrchovina je geomorfologický celek na jižní Moravě v okrese Břeclav. Tvoří jedinou část geomorfologické oblasti Jihomoravských Karpat na českém území. Jde o členitou vrchovinu z měkkých flyšových vrstev s vystupujícími bradly jurských vápenců. Nadmořská výška území se pohybuje od 162 do 550 metrů.
Dělí se na dva geomorfologické podcelky (a zároveň okrsky):
- Pavlovské vrchy (tzv. Pálava) – vyšší západní část, přírodní dominanta jihu Moravy
- Milovická pahorkatina – nižší východní část

Přibližně se kryje s CHKO Pálava vyhlášenou roku 1976. Od roku 1986 je též součástí Biosférické rezervace Dolní Morava.

## Hydrologie
Vzhledem k teplému klimatu a vápencovému podloží je území celkově dosti suché. Pramení zde jen několik málo povrchových toků, nejdelší jsou občasný Klentnický potok v severní části a na jihu Mušlovský potok (moravská zdrojnice Včelínku). Západní část území je odvodňována do Dunajovického potoka, severní okraj a východ přímo do Dyje, která území těsně obtéká. Největší vodní plochou je na jihozápadním okraji rybník Šibeník, další jsou Mušlovský horní rybník a zatopený lom Janičův vrch.